# Omgekeerde tetraëder
Een omgekeerde tetraëder treedt op in bindingen waarin een atoom dat normaal gesproken een tetraëdrische omringing heeft, door de geometrie van de molecule gedwongen wordt de hoek tussen zijn bindingen veel kleiner te maken dan de voor een tetraëder normale waarde van 109°. Vooral in moleculen met kleine ringen, zoals cyclopropaan en tetrahedraan, treedt dit verschijnsel op.